# Пероун, Стюарт
Стюарт Генри Пероун (англ. Stewart Henry Perowne; 17 июня 1901, Норт-Халлоу, Вустершир, Англия, Великобритания — 10 мая 1989, Лондон, Англия, Великобритания) — британский дипломат, политик, писатель, историк, археолог и исследователь. Офицер ордена Британской империи, рыцарь ордена Святого Иоанна Иерусалимского.

## Биография

### Молодые годы, образование
Стюарт Генри Пероун родился 17 июня 1901 года в Норт-Халлоу, Вустершир, став третьим сыном в семье Артура Уильяма Томаса Пероуна, будущего епископа Вустера, и его жены Хелены Фрэнсис, урождённой Олднэлл-Расселл. Его дед по отцу, Джон Пероун, тоже был епископом Вустера.
Окончил Хейлибери-колледж, а затем — Корпус-Кристи-колледж в Кембридже, где в 1923 году стал бакалавром искусств, а в 1931 году получил степень магистра искусств. Также учился в Гарвардском университете.

### Государственная служба
В 1927 году поступил в службу государственного образования в Палестине, став преподавателем английского языка в Иерусалиме, а в 1930 году перешёл в административную службу, где в следующем году занял должность пресс-секретаря. 23 июня 1931 года возведён в звание офицера ордена Святого Иоанна Иерусалимского. Награду вручил верховный комиссар Палестины сэр Артур Уокоп.
В 1934 году назначен ассистентом комиссара округа Галилея. В том же году стал ассистентом секретаря администрации лейтенант-губернатора Мальты, где первым занялся внедрением пастеризации. В 1937 году награждён коронационной медалью.
В 1937 году назначен политическим офицером в Аденском протекторате. Будучи археологом-любителем, в тот период обнаружил древнее поселение Имадия,  восстановил южноарабские надписи и статуэтки из Вади-Бейхана, а также собрал большую коллекцию датируемых бронзовым веком черепков, которую в 1938 году передал в Британский музей. В том же году принял участие в организации арабского вещания BBC, а в 1939 году назначен информационным офицером в Адене. В 1941 году стал атташе по связям с общественностью, а в 1944 году — восточным советником при британском посольстве в Багдаде, сменив Вивиана Холта. Общался и переписывался с иракским королём Фейсалом II, был награждён иракской коронационной медалью 1953 года.
8 июня 1944 года возведён в звание офицера ордена Британской империи гражданского класса, а 1 июля 1944 года — брата-коммандора ордена Святого Иоанна Иерусалимского.
Несмотря на полное соответствие возможному назначению на более высшие дипломатические посты и достижения во время работы в арабском мире, Пероун был отозван из данного региона на другую работу. В 1947—1951 годах занимал пост колониального секретаря Барбадоса, а также состоял членом Законодательного совета Барбадоса. Его предшественником был Джон Рэнкин, а преемником — Роберт Тёрнер.
В 1950 году стал главным советником по внутренним делам в Киренаике. В 1951 году стал первооткрывателем затерянного города Азирис. Будучи известным филателистом, за время карьеры принял участие в разработке почтовых марок для Мальты (1936), Аденского протектората (1938), Барбадоса (1949), Ливии (1951), а также банкнот валюты Федерации Вест-Индии (1949) и Ливии (1951).

### Личная жизнь
В 1947 году женился на Фрейе Старк, британской писательнице и исследовательнице, с которой познакомился ещё в конце 1930-х годов, будучи её начальником в Адене. О предложении вступить в брак Фрейя узнала из отправленной Стюартом телеграммы, после чего они 7 октября 1947 года поженились в церкви Святой Маргариты в Вестминстере. Узнав от своих друзей, что Стюарт является гомосексуалом, Фрейя этому не поверила: на словах о том, что Пероун предпочитает молодых людей в военной форме, Старк наивно спросила — «Как древние греки?», представив себе, вероятно, идеальный мир древней Греции с целомудренными скульптурами и симпосиями. Помимо этого Пероун был младше Старк на 8 лет, и судя по всему нуждался лишь в каком-то виде домашней прислуги. В таких условиях их брак превратился в своего рода марьяж блан, однако Фрейя отказывалась верить в гомосексуальную ориентацию Стюарта и надеялась на брачную ночь. Смущенная отсутствием интимных отношений, Старк писала ему: Я думаю, что ты оставил нечто, лежащее между нами, нерасказанным. Как бы то ни было, это не заставит меня думать меньше про тебя или меньше заботиться о тебе». Пероун почувствовал себя вынужденным заняться данной деликатной проблемой и написал ей письмо, в котором описал сложившуюся ситуацию с использованием эвфемизмов на примере обеда с друзьями:

Все, я думаю, [были] «странные», это слово кажется гораздо более благозвучным для описания гомосексуальности. И всё же их беседа была живой, полной идей и содержательной. […] Трудно сказать, что такое «нормальный» — мой друг, советник госпиталя Св. Георгия, всегда отказывается использовать это слово, потому что среди мужчин и женщин мы имеем широкий и разнообразный диапазон от ультра-самцов до ультра-самок при естественном большинстве людей, находящихся посередине этих степеней. […] Что же касается меня, то себя я вижу в средней группе. Я обладаю обычными мужскими способностями. Мне нравятся мужские виды спорта, некоторые из них, и я люблю находиться в компании женщин. На самом деле мне трудно жить без них. В то же время меня иногда физически привлекают представители моего собственного пола — в целом. По какой-то даже приятной причине — носители униформы.
Оригинальный текст (англ.)Everyone [was] I think, „queer“, which is the argot for homosexuality, and so much more euphonious. And yet their talk was alive, full of ideas and content. […] It is difficult to say what „normal“ is — my friend a counselor of St. Georges Hospital always refuses to use the word and in both men and women, you have a wide and graded range from ultra-male to ultra-female with naturally mostly people in the middle ranges. […] Now for myself, I put myself in the middle group. I have ordinary male abilities. I like male sports some of them, and I love the company of women. In fact, I find it hard to exist without it. At the same time, I am occasionally physically attracted by members of my own sex—generalIy. For some even pleasurable reason — by wearers of uniform.

Тем не менее, Фрейя сопровождала своего супруга в места его служебных назначений: сначала в Вест-Индию — на Барбадос, а затем в Ливию. Брак Пероуна и Старк не сложился, у них не было детей, а в 1952 году пара рассталась, однако развода не последовало.

### Отставка, смерть
В 1951 году в возрасте 50 лет вышел в отставку с дипломатической службы. Несмотря на отставку, в том же году назначен советником делегации Великобритании на сессии Генеральной Ассамблеи ООН в Париже, а в 1952 году стал помощником епископа Иерусалима по работе с арабскими беженцами, приняв участие в проектировании и создании первых моделей деревень для беженцев. Позже стал членом Совета по международным отношениям Церкви Англии.
30 декабря 1954 года возведён в звание рыцаря ордена Святого Иоанна Иерусалимского. 7 марта 1957 года избран членом Королевского общества древностей. Также был членом Королевского общества искусств и «Клуба путешественников». В 1981 году стал почётным выпускником Корпус-Кристи-колледжа.
Стюарт Генри Пероун скончался 10 мая 1989 года в возрасте 86 лет в госпитале Чаринг-Кросс в Лондоне. Фрейя Старк умерла в 1993 году в возрасте 100 лет.

## Наследие
Будучи интеллектуалом и плодовитым писателем, Пероун опубликовал более десятка книг, несколько статей для академических журналов и энциклопедий, в том числе «Antiquity», а также «Britannica». Специализировался на истории Средиземноморья, Греции и Рима в период античности, писал о жизни евреев и первых христиан того времени. Литературный стиль и исторические трактовки Пероуна подвергались критике, однако его книги сыграли значительную роль в популяризации античной истории и археологии. Архив хранится в Ближневосточном центре колледжа Святого Антония в Оксфорде.
- The One Remains: On Jerusalem, London, 1954.
- The Life and Times of Herod the Great, London, 1956.
- The Later Herods, London, 1958.
- Hadrian, London, 1960.
- Caesars and Saints, London, 1962.
- The Pilgrim's Companion in Jerusalem and Bethlehem, London, 1964.
- The Pilgrim's Companion in Rome, London, 1964.
- The Pilgrim's Companion in Athens, London, 1964.
- Jerusalem & Bethlehem, London, 1965.
- The Political Background of the New Testament, London, 1965.
- The End of the Roman World, London, 1966.
- The Death of the Roman Republic: from 146 BC to the birth of the Roman Empire, London, 1969.
- Roman Mythology, London, 1969.
- The Siege Within the Walls: Malta 1940–1943, London, 1970.
- Rome, From Its Foundation to the Present, London, 1971.
- The Journeys of St. Paul, London, 1973.
- The Caesars' Wives: Above Suspicion?, London, 1974.
- The Archaeology of Greece and the Aegean, London, 1974.
- Holy Places of Christendom, London, 1976.

## В культуре
Британский писатель Иэн Макьюэн назвал главного героя своего написанного в 2005 году романа «Суббота» — нейрохирурга Генри Пероуна, который «любит представлять себя похожим на Саддама, с удовлетворением осматривающего толпу с какого-нибудь министерского балкона Багдада»  — как полагают критики, именно в честь Стюарта Пероуна.